# 키롭스크 (무르만스크주)
키롭스크(러시아어: Ки́ровск)는 무르만스크주에 위치한 도시로 무르만스크에서 남쪽으로 205km 떨어져 있다. 인구는 3만1,500명(2002년)이고, 콜라반도의 남쪽, 이만트라호의 동쪽에 위치해 있다. 도시 이름은 혁명가 세르게이 키로프의 이름따서 불여졌다. 1931년 - 1934년까지는 히비노고르스크(Хибиногорск)라고 불렸다.

## 인구
다음은 키롭스크의 인구 변화 추이를 나타낸 것이다.
- 1959년: 40,500
- 1970년: 38,500
- 1979년: 41,300
- 1989년: 43,526
- 2002년: 31,593
- 2010년: 28,639

## 자매 도시
- 핀란드 토르니오
- 노르웨이 하르스타
- 스웨덴 옐리바레